# Université du Cauca
L'université du Cauca est une université publique colombienne.
Ses centres administratifs sont situés au centre historique de Popayán, mais elle possède également plus d'une dizaine d'antennes dans plusieurs autres quartiers de Popayán et villages du département de Cauca.

## Autres pages
- Educación superior en Colombia
- Clasificación académica de universidades de Colombia
- Popayán
- Cauca (département)
- Colombie
- La Apoteosis de Popayán

## Étudiants
- El pregrado de Derecho

## Information
- Página de la Universidad del Cauca
- Asociación de ex-alumnos Universidad del Cauca
- « Asociación de ex-alumnos FIET Unicauca »(Archive.org • Wikiwix • Archive.is • Google • Que faire ?)
- Fotos de eventos Unicauca en Picasa
- Página de Youtube de Unicauca
- Rama Estudiantil IEEE Unicauca
- Revista de la facultad Ciencias de la Salud
- Unidad de Epidemiología Clínica-Facultad Ciencias de la Salud
- « http://acuario.unicauca.edu.co/prlvmen/ »(Archive.org • Wikiwix • Archive.is • Google • Que faire ?) Consejo para la acreditación universitaria y de los programas